# کریستا لانگ
کریستا لانگ (انگلیسی: Christa Lang؛ زادهٔ ۲۳ دسامبر ۱۹۴۳) هنرپیشه و فیلم‌نامه‌نویس اهل آلمان است. او در سال ۱۹۶۷ با ساموئل فولر فیلم‌نامه‌نویس، رمان‌نویس و کارگردان امریکایی  ازدواج کرد و تا زمان مرگ این کارگردان در سال ۱۹۹۷ با وی زندگی می‌کرد. نتیجه این ازدواج یک دختر به نام سامانتا بود.
از فیلم‌ها یا برنامه‌های تلویزیونی که وی در آنها نقش داشته‌است می‌توان به لس آنجلس بدون نقشه،خون دیگران ،شماره یک بزرگ قرمز ،نیکلودئون و آلفاویل اشاره کرد.